# Palazzo Sortino Trono
Il palazzo Sortino Trono è una residenza nobiliare sita in Ragusa, nel quartiere degli Archi.

## Storia e descrizione
È un monumento riconosciuto dall'Unesco. Arroccato sul colle, subito dietro la Chiesa delle SS. Anime del Purgatorio, dalla superba mole accentuata dalla piazzetta antistante l'ingresso, chiamata "cianu ro Signuri" o 'Piano dei Signori' è in buona posizione panoramica dando le spalle alla collina di Ibla e prospettando dal lato principale verso Ovest e la valle del torrente San Leonardo. Siamo nel cuore del quartiere degli Archi e vi si può accedere da Via del Mercato, dopo una modesta scalinata; oppure da via Ioppolo , una stradina raggiungibile dalla salita dell'orologio, una delle più strette salite di Ibla, da dove si può ammirare un secondo prospetto principale Costruito in quindici anni tra il 1778 ed il 1793, per iniziativa di don Ignazio Sortino Trono, il palazzo è sicuramente impostato sulle murature dell'antico palazzo Ioppolo che qui sorgeva prima dell'evento sismico. Dalla pianta rettangolare si presenta a tre livelli che prospettano sulla via del Mercato. L'ingresso è asimmetrico rispetto alla facciata del palazzo, sta infatti all'estrema destra della costruzione, non a centro come quelli di quel periodo. La facciata è scandita da cinque paraste su plinti, culminanti con capitelli a volute unite da festoni di fiori, da mensoloni e alla sommità da una fascia marcapiano spezzata in corrispondenza delle paraste. Ai lati del portale che, stranamente per costruzioni di questo tipo, si presenta asimmetrico rispetto alla facciata, ci sono dei fini pilastri a bugnato culminanti con capitelli compositi, su cui poggia il balcone del piano nobile con le panciute ringhiere decorate con fioroni e ricche sculture che lo completano.
Al portone principale seguono a sinistra tre semplici balconi con una scultura sommitale e al piano nobile altri tre balconi più ricchi sia nei mensoloni scolpiti a volute e foglie d'acanto che negli archi superiori.
È il livello intermedio quello che presenta la doppia entrata dalla retrostante via Ioppolo, entrata che immette in un ampio androne pavimentato in pece. Da quest'ambiente inizia una scala a tre rampe che porta al primo piano, quello nobile, caratterizzato da quattro saloni di rappresentanza e dagli appartamenti. Nei saloni posti in successione fra di loro si apprezzano pavimenti in pece con decorazioni geometriche e soffitti a botte decorati con motivi floreali di tipo neoclassico; anche le sopraporte sono dipinte con scene mitologiche realizzate ad olio (del XVIII secolo). Gli infissi un tempo erano decorati in oro zecchino, oggi sono purtroppo verniciati. L'ultimo piano è interamente piastrellato in ceramica policroma di Caltagirone del settecento. Oggi è in parte di proprietà privata ed in parte comunale e di recente, infine, (specie nell'occasione della trasformazione a scuola materna) sono stati operati ulteriori rifacimenti.